# Tom Brady (futbolista)
Thomas Edward Patrick Brady Jr. (ur. 3 sierpnia 1977 w San Mateo) – amerykański futbolista występujący na pozycji quarterbacka. Występował w zespole Tampa Bay Buccaneers a w latach 2000-2019 w New England Patriots. Jeden z najwybitniejszych zawodników w historii NFL. Dziesięciokrotny uczestnik Super Bowl (siedmiokrotny zwycięzca, pięciokrotny Super Bowl MVP), trzykrotny MVP sezonu zasadniczego, zdobywca wielu nagród indywidualnych oraz posiadacz kilkudziesięciu rekordów ligi.
Karierę futbolową rozpoczął w 1992 roku w Junípero Serra High School w rodzinnym San Mateo, gdzie z powodzeniem uprawiał także baseball, występując na pozycji łapacza. W 1995 został nawet wybrany w 18. rundzie draftu MLB przez Montreal Expos, ale ostatecznie skoncentrował się na futbolu. W 1996 dołączył do uniwersyteckiej drużyny Michigan Wolverines, a w 2000 został wybrany w 6. rundzie draftu NFL przez New England Patriots jako 199. w kolejności. Jest jedynym zawodnikiem w historii NFL, któremu udało się wygrać Super Bowl siedem razy. Karierę zakończył 1 lutego 2023.

## Kariera uniwersytecka
Tom Brady grał w football na Uniwersytecie Michigan w latach 1995-1999. Przez pierwsze dwa lata był rezerwowym rozgrywającym, podczas gdy jego kolega z drużyny - przyszły rozgrywający w NFL - Brian Griese poprowadził Michigan Wolverines w sezonie 1997, w którym drużyna nie doznała żadnej porażki, zakończonego zwycięstwem w Rose Bowl i zdobyciem mistrzostwa kraju. Na samym początku Brady był siódmy na liście rozgrywających, co przekładało się na niewielką liczbę minut na boisku. Brady zatrudnił nawet psychologa sportowego, aby poradzić sobie z frustracją i lękami. Rozważał przeniesienie do programu futbolowego Uniwersytetu Kalifornijskiego w Berkeley, by grać w drużynie California Golden Bears. Regularnie współpracował z trenerem przygotowania fizycznego Gregiem Hardenem nad zbudowaniem pewności siebie oraz polepszeniem skuteczności na boisku. Brady stwierdził w programie "60 Minutes" w 2014 r.: "Zawsze będzie [Harden] kimś, na kim polegam w kwestii dobrych rad i mentorstwa. Pomógł mi z moimi osobistymi problemami zarówno w przygotowaniu fizycznym, jak i w życiu. Greg naprawdę popchnął mnie w kierunku, w którym nie byłem pewien, czy mogę iść.".
W czasie gdy Michigan Wolverines byli prowadzeni przez trenera Lloyda Carra, Brady musiał walczyć o miejsce w pierwszym składzie z Drew Hensonem, ostatecznie zostając pierwszym rozgrywającym w latach 1998 i 1999. W ostatnim roku nauki został wybrany kapitanem drużyny.
Podczas swojego pierwszego pełnego roku w roli pierwszego rozgrywającego, ustanowił nowe rekordy zespołu Michigan dla największej liczby prób podań i liczby udanych podań w sezonie, w sumie 214. Ustanowił szkolny rekord w liczbie udanych podań w przegranym 31-16 meczu z Ohio State w 1998 roku. W tym sezonie drużyna Michigan była jednym z trzech mistrzów Big Ten Conference.
W sezonie 1999 Brady po raz kolejny musiał walczyć z Drew Hensonem o pozycję pierwszego rozgrywającego. Brady przeważnie grał w pierwszej kwarcie meczu a Henson w drugiej. Trener Loyd Carr decydował się potem na wybór rozgrywającego na całą drugą połowę. W 1999 roku Michigan Wolverines zaczęli sezon od rekordu 5-0, w tym wygranej 26-22 nad Notre Dame i zwycięstwa na wyjeździe przeciwko przewidywanemu faworytowi do zwycięstwa w konferencji -  Wisconsin Badgers. Przeciwko Michigan State, Brady nie został wybrany do gry w drugiej połowie; jednak po ponownym wprowadzeniu do gry, gdy Michigan przegrywało 17 punktami, prawie doprowadził do odwrócenia losów spotkania. Ostatecznie jego drużyna przegrała 34-31. W następnym tygodniu, po meczu, w którym podał piłkę łącznie na długość 300 jardów, Carr podjął decyzję, że Brady będzie pierwszym rozgrywającym do końca sezonu. Brady w wielu meczach wielokrotnie doprowadzał do odrobienia strat przez jego drużynę w czwartej kwarcie, w tym do wygranej 31-27 z Penn State oraz w meczu z Indianą, 34-31,. Dzięki temu nadano mu przydomek "Comeback Kid".
Michigan zakończył sezon regularny meczem z Ohio State, którego stawką był wyjazd do Orange Bowl. Na pięć minut przed końcem, przy remisie 17-17, Brady poprowadził Michigan do zwycięstwa. W Orange Bowl Brady podał piłkę na długość 369 jardów, a drużyna zdobyła 4 przyłożenia z jego podań. W tym meczu Michigan dwukrotnie odrabiała 14 punktową stratę (najpierw z wyniku 14-0 w pierwszej połowie, a następnie z wyniku 28-14 w drugiej) i doprowadziła do dogrywki. Zwycięskie punkty dla Michigan zdobyło po podaniu Bradyego do tight enda Shawna Thompsona.
W dwóch sezonach, które Brady rozpoczął w Michigan, osiągnął rekord 20 zwycięstw przy 5 porażkach. Jego drużyna zwyciężyła również w 1999 roku  Citrus Bowl i w 2000 roku Orange Bowl. Brady zakończył grę w Michigan, zajmując trzecie miejsce w historii z 710 próbami podań i 442 udanymi podaniami, czwarte miejsce w łącznej długości podań z wynikiem 5,351 jardów i 62,3-procentową skutecznością podań oraz piąte miejsce z sumą 35 przyłożeń z jego podań.i.[38][56] Ukończył studia na Uniwersytecie Michigan w grudniu 1999 roku z tytułem bakalaureata.
| Sezon   | Zespół              | Podania | Podania | Podania           | Podania       | Podania       | Podania     | Podania      | Gra dołem (rushing) | Gra dołem (rushing) | Gra dołem (rushing) | Gra dołem (rushing) |
| Sezon   | Zespół              | Udane   | Próby   | Skuteczność podań | Długość podań | Długość/próby | Przyłożenia | Przechwycone | Próby               | Zdobyte jardy       | Zdobyte jardy/próby | Przyłożenia         |
| ------- | ------------------- | ------- | ------- | ----------------- | ------------- | ------------- | ----------- | ------------ | ------------------- | ------------------- | ------------------- | ------------------- |
| 1996    | Michigan Wolverines | 3       | 5       | 60%               | 26            | 5,2           | 0           | 1            | -                   | -                   | -                   | -                   |
| 1997    | Michigan Wolverines | 12      | 15      | 80%               | 103           | 6,9           | 0           | 0            | 54                  | -14                 | -7                  | 0                   |
| 1998    | Michigan Wolverines | 200     | 323     | 61,9%             | 2427          | 7,5           | 14          | 10           | 2                   | -105                | -1,9                | 2                   |
| 1999    | Michigan Wolverines | 180     | 295     | 61%               | 2217          | 7,5           | 16          | 6            | 34                  | -31                 | -0,9                | 1                   |
| Kariera | Kariera             | 395     | 638     | 61,9%             | 4773          | 7,5           | 30          | 17           | 90                  | -150                | -1,7                | 3                   |

## Kariera w NFL

### Sezon 2000
W debiutanckim sezonie był dopiero trzecim rezerwowym rozgrywającym w składzie Patriots, bez większych szans na grę. Wystąpił tylko około minuty w przegranym 9-34 meczu z Detroit Lions (23 listopada 2000), zdobywając 6 jardów oraz notując jedno celne podanie na 3 podjęte próby.

### Sezon 2001
Ponownie rozpoczął rozgrywki jako rezerwowy i nic nie wskazywało na to, by mógł wygrać konkurencję z Drew Bledsoem, czołowym oraz najlepiej opłacanym zawodnikiem Patriotów i całej ligi. Jednak poważna kontuzja Bledsoe'a w drugim tygodniu rozgrywek otworzyła 24-letniemu Brady'emu drogę do pierwszego składu. Jako starter poprowadził New England do 11 zwycięstw w 14 meczach i pierwszego miejsca w AFC. W całym sezonie regularnym zdobył 2843 jardy, miał 18 podań kończących się touchdownem, a 64-procentową celnością podań poprawił 15-letni rekord klubu. W klasyfikacji podających zajął 6. miejsce, uzyskując wynik 86,5. Ustanowił także rekord NFL w największej liczbie celnych podań do pierwszej straty w karierze (162).
W półfinale AFC (19 stycznia 2002) jego touchdown na kilka minut przed końcem 4. kwarty oraz bezbłędna gra w dogrywce (8 celnych podań na 8 podjętych prób) pomogły Patriotom zwyciężyć Oakland Raiders 16-13. W wygranym 24-17 finałowym meczu AFC przeciwko Pittsburgh Steelers (27 stycznia) doznał pod koniec pierwszej połowy kontuzji lewego kolana i został przy stanie 7-3 dla New England zastąpiony przez Bledsoe'a. Mimo że jego udział w najważniejszym meczu sezonu stał początkowo pod znakiem zapytania, wystąpił w Super Bowl XXXVI (3 lutego), uznano go MVP zawodów, a New England pokonali St. Louis Rams 20-17, zdobywając swój pierwszy tytuł mistrzów NFL.

### Sezon 2002
Kolejny rok nie był dla Brady’ego tak udany, jak poprzedni, głównie z powodu kontuzji ramienia, która w drugiej części sezonu uniemożliwiła mu grę na optymalnym poziomie. Patriots wygrali tylko 9 meczów i nie zakwalifikowali się do play-offów. Zagrał we wszystkich meczach, zdobył 3764 jardy (6. wynik w lidze), miał 28 podań zakończonych touchdownem (lider ligi), ale też 14 podań przechwyconych przez przeciwników (najwięcej w karierze) oraz najniższy w karierze wskaźnik w rankingu podających (85,7).

## Życie prywatne
Żonaty z brazylijską modelką Gisele Bündchen i ma trójkę dzieci. Brady posiada irlandzkie (po ojcu) i polskie (po babci od strony matki) korzenie. Jest wyznania katolickiego. Brady unika publicznych komentarzy dotyczących swoich poglądów politycznych, ale przyznał, że republikański prezydent Donald Trump jest „jego dobrym przyjacielem” oraz że jego prezydentura „byłaby świetna”, a w 2004 r. uczestniczył w przemowie o stanie państwa (tzw. State of the Union Address) prezydenta George W. Busha. Przyjął zaproszenie Białego Domu na galę zwycięzców Super Bowl w latach 2001, 2003, 2004, kiedy prezydentem USA był George W. Bush, ale nie stawił się na zwycięskiej gali w 2014 r., kiedy prezydentem był Barack Obama.